# Autostrada Torino – Savona
Autostrada Torino – Savona S.p.A. – spółka zarządzająca płatną autostradą A6 łączącą Turyn z Savoną. Powstała 5 czerwca 1956 roku w Turynie pod nazwą Autostrada Ceva - Savona. Na mocy koncesji wydanej przez ANAS do 2038 roku firma będzie zarządzać trasą A6. Spółka jest częścią grupy Autostrade per l’Italia. Swoją siedzibę ma w piemonckim miasteczku Moncalieri. Prezesem jest Giovanni Quaglia.